# Villa Appia delle Sirene
Villa Appia delle Sirene é uma villa localizada na Via di Porta San Sebastiano, no rione Celio de Roma, perto da igreja de San Cesareo de Appia.

## História
No meio do caminho entre a igreja de San Cesareo e a Porta di San Sebastiano, um modesto portão preserva um belo brasão do papa Sisto V. O edifício do século XVI por trás da alta muralha, hoje propriedade privada, tem um nome cheio de mistério: Villa Appia delle Sirene ("Vila das Sereias"). A propriedade era originalmente parte da Vigna Moroni, onde, no início do século XVIII, câmaras funerárias contendo objetos em vidro e lâmpadas de terracota foram descobertos, muitos dos quais acabaram sendo vendidos para Sir Hans Sloane e hoje fazem parte da coleção do Museu Britânico.
Esta villa, que remonta ao século XVI, foi construída sobre os restos de um hipogeu romano e do suposto "Templo de Tempestade", do século III a.C. (?).
Contam as lendas da cidade de Roma que ali os desejos devem ser feitos ao contrário: para se conseguir um amor eterno, deve-se pedir para ficar solteiro, para conseguir um trabalho, ficar sempre desempregado e assim por diante. Seu nome provavelmente é uma referência às sereias de Ulisses, da Odisseia, que prometiam aos navegantes todos os prazeres para fazê-los naufragar por conta própria.

### Templo de Tempestade
Ovídio, em seus "Fastos", recorda um Templo de Tempestade (em latim: Aedes Tempestatis), edificado pelos Cipiões na Via Ápia, perto do túmulo da família. O templo teria sido construído para cumprir um voto de Lúcio Cornélio Cipião, filho de Cipião Barbato, que, durante seu consulado em 259 a.C., conquistou a Córsega e a cidade de Alearia. A frota romana estava toda empenhada nas grandes batalhas navais da Primeira Guerra Púnica, um conflito que foi marcado por uma longa série de batalhas alternadas com gravíssimos naufrágios causados por tempestades fora do comum que custaram aos romanos mais de 500 navios e suas tripulações. Por ter conseguido salvar sua frota e ter obtido uma grande vitória naval sobre os cartagineses, Lúcio Cornélio mandou erigir um templo em homenagem à deusa Tempestade.
À Deusa Tempest se dirigiram aqueles que haviam sido surpreendidos por uma tempestade no mar pedindo por suas vidas: depois de terem se salvado do naufrágio, eles ia dar graças no templo com placas no pescoço listando os bens que haviam perdido. Antes, os salvos tinham permissão  para, com estas placas votivas penduradas no pescoço, perambular pelas praças e ruas pedindo subsídios e ajuda para repor o quanto haviam perdido. A certeza da existência do templo é dada por uma inscrição encontrada em 1616 gravada em uma laje de peperino nas ruínas do Túmulo dos Cipiões: "Em Roma, muitos reconhecem que apenas ele, entre os bons cidadãos, se conta entre os melhores, Lúcio Cipião. Filho de Barbato, foi cônsul, censor e edil entre vós. Capturou Córsega e a cidade de Aleria, consagrou a Tempesta um templo cumprindo um voto".
Neste templo, no dia de sua festa, 1 de junho (nefasto), sobre o altar, era imolada uma ovelha negra. Da estrutura restam apenas alguns traços, incluindo uma pequena câmara hipogeia e os muros que carcavam a propriedade, incorporados na Villa Appia delle Sirene.